# 모즈하치만역
모즈하치만역(일본어: 百舌鳥八幡駅, もずはちまんえき)은 일본 오사카부 사카이시 사카이구에 있는 난카이 전기철도 고야 선의 역이다. 역 번호는 NK58이다.
준급, 각역정차 차량이 정차한다.
센보쿠 고속철도 차내의 LED안내기(센보쿠 5000계・센보쿠 7000)계는 "모즈하치만(もず八幡)"의 혼용 서체로 표기되고 있다.

## 역 구조
상대식 승강장 2면 2선의 지평역이다. 승강장 유효 길이는 10량이다. 역사(개찰구)는 상하행선이 따로 고야산 방향에 있고, 입장 후에는 플랫폼 간의 이동이 어렵다. 2012년 1월 5일 아침까지는 난바 방면 승강장에만 역사(개찰구)가 있었으며 고야산 방면 승강장에는 과선교로 연결되고 있었다. 과거, 역사 개찰구 부근이 좁은 자동 개찰기의 배치 위치가 특수성을 띄었지만 2006년에 역사가 리뉴얼되고 개선되었다. 또한, 앞에서 서술했던 과선교의 철거 후, 2012년 3월 말로 배리어 프리화되었다.

### 승강장
| 번호 | 노선    | 방향 | 행선                                        |
| ---- | ------- | ---- | ------------------------------------------- |
| 1    | 고야 선 | 하행 | 고야산 방면 ■ 센보쿠 고속선 이즈미추오 방면 |
| 2    | 고야 선 | 상행 | 난바 방면                                   |

## 역 주변
역 동쪽에는 고층 아파트가 있고 그 북쪽에는 고료 공원이 있다. 역 서쪽은 주택가이다.
2007년에 역 앞의 건널목의 개선 공사를 하며 보도가 갖춰졌다.
- 모즈하치만 궁
- 사카이고료히가시 우체국
- 사카이 시립 사카이 고등학교
- 이즈미야 모즈점

## 역사
- 1900년 9월 7일: 고야 철도의 오쇼지(현, 사카이 히가시) ~ 니시무라(현, 하쓰시바) 역간(임시) 모즈 역으로 신설. 매년 음력 8월 모즈하치만 시제 시기에 영업 개시.
- 1913년 12월 27일: 모즈하치만 역으로 역명 변경.
- 1915년 4월 30일: 회사명 변경에 의한 오사카 고야 철도 역이 됨.
- 1922년 9월 6일: 회사 합병으로 난카이 철도의 역이 됨.
- 1944년 6월 1일: 회사 합병으로 긴키 닛폰 철도의 역이 됨.
- 1947년 6월 1일: 노선 양도로 인한 난카이 전기철도의 역이 됨.
- 2012년 1월 5일: 고야산 방면 승강장 쪽에 역사(개찰구)를 신설하고 과선교 폐쇄.
- 2013년 4월 1일: 역 계원 무인화 개시.

## 인접역
| 난카이 전기철도 고야 선     | 난카이 전기철도 고야 선 | 난카이 전기철도 고야 선         |
| --------------------------- | ----------------------- | ------------------------------- |
| NK57 미쿠니가오카 난바 방면 | ■ 준급행 ■ 각역정차     | 나카모즈 NK59 고쿠라쿠바시 방면 |